# Olivier Mauffroy
Olivier René Mauffroy (* 2. April 1957 in Clichy, Hauts-de-Seine, Frankreich; † 16. März 2013 in Paris) war ein französischer Filmeditor.

## Leben
Bei Claude Zidis Louis-de-Funès-Komödie Brust oder Keule (1976) sammelte Olivier Mauffroy als Praktikant erste Erfahrungen in Sachen Filmschnitt. Bis Mitte der 1980er Jahre war er als Schnittassistent tätig, so auch bei Zidis Glückwunsch II – Die Lümmel machen Ferien (1982) und Luc Bessons Thriller Subway (1985), in dem Isabelle Adjani und Christopher Lambert die Hauptrollen spielten. Bei Zidis Der unwiderstehliche Charme des Geldes war Mauffroy 1987 auch für den Tonschnitt zuständig. Besson vertraute ihm daraufhin den Schnitt seiner Filme Im Rausch der Tiefe (1988) und Nikita (1990) an. Für Letzteren erhielt Mauffroy eine Nominierung für den César in der Kategorie Bester Schnitt. Er unterlag jedoch Noëlle Boisson, die den Preis für ihren Schnitt von Cyrano von Bergerac gewann. Im Jahr 1997 war er Filmeditor von Jean-Hugues Anglades Regiedebüt Tonka. Immer wieder beim französischen Fernsehen beschäftigt, kam Mauffroy auch bei einer Folge des im Jahr 1947 spielenden Fernsehmehrteilers Milch und Honig (2009) als Editor zum Einsatz.
Mauffroy starb 2013 im Alter von 55 Jahren an Krebs.

## Filmografie (Auswahl)
- 1984: Les Maîtres du soleil
- 1986: Kamikaze – TV-Tod live (Kamikaze)
- 1988: Im Rausch der Tiefe (Le Grand bleu)
- 1990: Nikita
- 1990: Gaspard et Robinson
- 1994: Die dreifache Locke (Chacun pour toi)
- 1997: Tonka
- 1997: Der verschwundene Sohn (L’Enfant perdu) (TV-Film)
- 2000: Exit – Die Apokalypse in Dir (Exit)
- 2001: Julie Lescaut (TV-Serie, eine Folge)
- 2003: Der Mann ohne Kopf (L’Homme sans tête) (Kurzfilm)
- 2006: Tödliche Diamanten – Ein perfekter Raub  (Un printemps à Paris)
- 2009: Milch und Honig (Revivre) (TV-Miniserie, eine Folge)
- 2012: Le noir (te) vous va si bien
- 2013: Les Lettres portugaises

## Auszeichnungen
- 1991: Nominierung für den César in der Kategorie Bester Schnitt für Nikita